# Kazimierz Eysymont
Kazimierz Jan Eysymontt herbu Korab (ur. ok. 1640, zm. po 8 VI 1711) – podczaszy orszański, uczestnik poselstwa do Moskwy.

## Sprawowane urzędy
- Podczaszy orszański 1685-1711

## Życiorys
Urodził się jako syn Krzysztofa Eysymontta, zapewne w okolicy Wielkie Eysymonty, jak wynika z praw dziedzicznych jego brata Aleksandra, komornika brzeskiego.

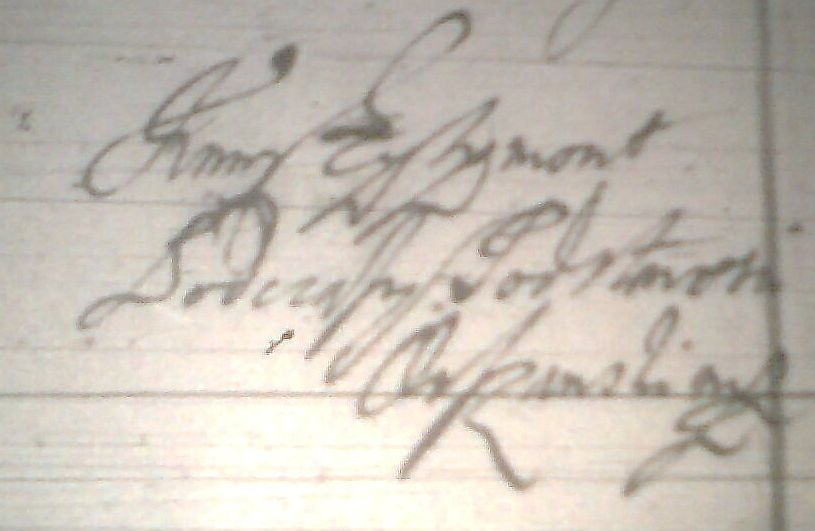
Oryginalny podpis Kazimierza Eysymonta z 1690 roku.

W styczniu 1686 roku jest członkiem delegacji na rozmowy pokojowe z Moskwą, gdzie jest tytułowany podczaszym orszańskim.
Istnieje relacja z tych rozmów, gdzie jest zapisane pod datą 21 II 1686 roku co następuje:
(…) Tenże diak po tytułach: Dworianie jecho korolewskoho swieliczestwa Iwana wielkim hospodarom bijet czołom i od siebie dajut podarki. Onże sam czytał rejestr, a tu strzelcy, najmniejszą sztukę srebrną, w ostatku skrzydło jakiegoś dawnego ptaka z główką przyprawioną od j.p. Ejśmonta Kazimierza, podczaszego orszańskiego carom ofiarowane, a przez diaka z rejestru pticą ogłoszone, we dwóch nieśli w bok mimo carów ich mościów. (...)
W roku 1695 przewodniczy sądowi grodzkiemu orszańskiemu, z tytułem podczaszego, jako zastępca Marcina Kryszpina Kirszensztejna, podczaszego litewskiego i starosty orszańskiego ("podstarości orszański od Wielmożnego Jego Miłości pana Marcina Kriszpina Kierszejsztejna"), do którego z racji urzędu należało sprawowanie sądów w tym powiecie.
W latach 90. XVII stulecia od króla Jana III Sobieskiego otrzymał nadania na Bucharowo i Dywlin, w województwie wołyńskim.
Zmarł w 1711 roku.